# A Collection of Great Dance Songs
A Collection of Great Dance Songs je šesté výběrové album britské skupiny Pink Floyd. Vydáno bylo v listopadu 1981 (viz 1981 v hudbě) a v britském žebříčku prodejnosti hudebních alb se umístilo nejlépe na 37. místě.
Název alba A Collection of Great Dance Songs („Kolekce skvělých tanečních písní“) byl myšlen žertovně, neboť Pink Floyd žádné skladby pro tanec neskládali. K tomu odkazuje také přebal od Hipgnosis (na albu pod pseudonymem TCP), kde je vyobrazen taneční pár ukotvený lanky k zemi tak, že se nemůže hýbat.
Kompilace A Collection of Great Dance Songs obsahuje celkem šest, většinou známých a populárních skladeb částečně ale v upravené či zkrácené verzi. Zcela původní jsou skladby „One of These Days“, „Sheep“ a „Wish You Were Here“. „Another Brick in the Wall, Part II“ má stejné kytarové intro jako singlová verze, ale končí až po kytarovém sólu (na singlu už během sóla). Skladba „Shine On You Crazy Diamond“ je zkombinovaná z částí I–III, V a VII původní verze. Píseň „Money“ je zcela nově nahraná, všechny nástroje (kytara, baskytara, klávesy, bicí) a zpěv nahrál sám David Gilmour (s koprodukcí Jamese Guthrieho), pouze saxofon pochází od Dicka Parryho, jenž hrál na saxofon i v původní verzi skladby.
Na CD vyšlo album poprvé v roce 1988, v digitálně remasterované podobě v roce 1997.

## Seznam skladeb
| Strana 1 | Strana 1                               | Strana 1                       | Strana 1                                         | Strana 1 |
| Pořadí   | Název                                  | Autor                          | Původní album                                    | Délka    |
| -------- | -------------------------------------- | ------------------------------ | ------------------------------------------------ | -------- |
| 1.       | One of These Days                      | Waters, Wright, Mason, Gilmour | Meddle (1971)                                    | 5:49     |
| 2.       | Money (nově nahraná verze z roku 1981) | Waters                         | původní verze z The Dark Side of the Moon (1973) | 6:45     |
| 3.       | Sheep                                  | Waters                         | Animals (1977)                                   | 10:25    |

| Strana 2       | Strana 2                                                 | Strana 2                | Strana 2                  | Strana 2 |
| Pořadí         | Název                                                    | Autor                   | Původní album             | Délka    |
| -------------- | -------------------------------------------------------- | ----------------------- | ------------------------- | -------- |
| 1.             | Shine On You Crazy Diamond (edit; Parts I, II, IV a VII) | Wright, Waters, Gilmour | Wish You Were Here (1975) | 10:41    |
| 2.             | Wish You Were Here                                       | Waters, Gilmour         | Wish You Were Here (1975) | 5:25     |
| 3.             | Another Brick in the Wall (Part II) (edit)               | Waters                  | The Wall (1979)           | 3:52     |
| Celková délka: | Celková délka:                                           | Celková délka:          | Celková délka:            | 43:00    |